# Kandhla
Kandhla ist eine Stadt im indischen Bundesstaat Uttar Pradesh. Die Stadt ist Teil der National Capital Region.
Die Stadt ist Teil des Distrikts Shamli. Kandhla hat den Status eines Nagar Palika Parishad. Die Stadt ist in 25 Wards gegliedert. Sie hatte am Stichtag der Volkszählung 2011 insgesamt 46.796 Einwohner, von denen 24.535 Männer und 22.261 Frauen waren. Muslime bilden mit einem Anteil von über 69 % die größte Gruppe der Bevölkerung in der Stadt gefolgt von Hindus mit über 27 %. Die Alphabetisierungsrate lag 2011 bei 55,43 % und damit deutlich unter dem nationalen Durchschnitt.